# Лосиньга
Ло́синьга или Лосинга — река в России, протекает по Мурманской области. Устье реки находится в 211 км по левому берегу реки Поной. Длина реки — 90 км, площадь водосборного бассейна — 1150 км².
- В 40 км от устья, по левому берегу реки впадает река Койбина Речка.
- В 45 км от устья, по левому берегу реки впадает река Куроптевская.

## Данные водного реестра
По данным государственного водного реестра России относится к Баренцево-Беломорскому бассейновому округу, водохозяйственный участок реки — река Поной. Речной бассейн реки — бассейны рек Кольского полуострова и Карелии, впадает в Белое море.
Код объекта в государственном водном реестре — 02020000112101000006220.